# ネイチャー マテリアルズ
ネイチャー マテリアルズ（英: Nature Materials）は、Nature Publishing Groupが毎月発行している科学学術雑誌である。
材料の科学技術全般に関する最先端研究の集成を目指しており、材料の合成/加工、構造/組成、特性、性能に関する基礎・応用研究をすべてカバーしている。また、材料科学における研究者が共通のアイデンティティーを形成する場となるかたわら、既存の研究領域の枠組みを越えた研究活動を促進している。